# Pour Picasso
Pour Picasso (zonder indeling bij White) is een muzikaal miniatuur van Igor Stravinsky voor klarinet, geschreven in april 1917 in Rome. Het werk is geschreven op een telegramformulier.
Robert Craft suggereert dat Stravinsky onder de invloed van alcohol was tijdens het schrijven van het miniatuur gezien de voor hem onkarakteristieke onzeker getrokken notenbalken en het schrijven van 'Paolo' en 'apprile' in plaats van 'Pablo' en 'aprile'. Bovendien noteerde hij de drie noten voor de laatste verkeerd (F-G-F) en schreef er duidelijk ter verbetering boven G-A-G.
De tekst heeft als titel Pour Paolo PICASSO Igor Stravinsky, met toegevoegd in Picasso's handschrift pour la posterité.

## Geselecteerde discografie
Pour Picasso, Charles Neidrich, klarinet (met o.a. Histoire du Soldat, Pribaoutki en Deux poésies de Konstantin Balmont)(Naxos, 8.557505)